# Бабински рефлекс
Бабински рефлекс је рефлекс карактеристичан за новорођену децу; састоји се из истезања ножног палца нагоре и лепезастом ширењу осталих ножних прстију када се неким предметом дражи табан ноге. Овај рефлекс је нормална појава на узрасту одојчета (губи се у другој половини прве године живота), али је код одраслих људи знак патологије и указује на неуролошко оштећење.
Рефлекс је добио име по француском неурологу пољског порекла Жозефу Бабинском.